# トランター
トランター（Trantor）は、アイザック・アシモフのSF小説ファウンデーションシリーズに登場する架空の惑星名。銀河帝国の首都。銀河系のほぼ中心に位置する。

## トランターの発展
当初は5つの惑星から成る「トランター共和国」であったが、その強大な武力を背景に着々と勢力を拡大、「トランター連邦」「トランター帝国」と変貌し、500年ほどで銀河系の半分をその版図に収める。
当然ながらトランターに対抗する勢力も存在し、その中心となっていたのが特産の高級繊維カートを産出するフロリナを擁する惑星国家サークであったが、フロリナの消滅とカート生産の秘密が解明されたこととで力を失うと、もはや銀河系全てが「トランターの支配による平和」の下にくだることを止められる者は皆無となり、遂にトランター帝国は「銀河帝国」となる。
なおトランターの紋章である「宇宙船と太陽」は、そのまま銀河帝国の象徴として継承されている。

## 繁栄期のトランター
銀河帝国の成立と共に、その行政センターとしての役割に特化すべく惑星全体に改造が施された。全ての山河が整地され、
皇帝の宮殿周辺を除く惑星全体が金属に覆われた。最盛期には人口は400億を超え、50の惑星から食料を輸入していたがそれすら消費される食料の一部に過ぎず、内部でマイクロ栽培（微生物を扱う水耕栽培）を中心とした食料生産が行われていた。
エネルギーは地熱に頼っており、ダールを始めとするいくつかの地区で低下層労働者が発電施設の運用に従事しており、労使間の軋轢が絶えなかった。またエネルギー消費で生じた熱は惑星全体に突き出した排熱塔から放出されていたが（塔は昼夜の変化に同調して上下しており、そのためトランター全体が非対称な外観を呈していた）、大部分は極地にあるワイ地区から宇宙に放出されていたため、同地区の政治的扱いには帝国政府も慎重になっていた。更にスペーサーの末裔を名乗るマイコゲンなど文化の異なる数百の世界を内包しており、トランター内部にも帝国の不安定要素が数多く存在していた。トランター自体が、複雑きわまりない銀河系社会の行政システムの縮図であったと言え、セルダンは生涯をかけてトランターをモデルケースとして研究することで、心理歴史学理論を確立した。

## 帝国とトランターの衰退
トランターの物理的繁栄と権力のピークは、帝国の弱体化がかなり進行した時期に訪れたために（むしろ、銀河系辺境の弱体化が相対的にトランターに見かけだけの強大さを与えていた面もある）、ハリ・セルダンら少数の人間を除いて、誰も帝国の衰退を認めようとはしなかった。ファウンデーション設立から2世紀後、トランター自体が内乱と略奪と破壊の対象となって初めてその事実が白日の下となった。この際に甚大な量の設備と人命とが失われたが、銀河帝国図書館のみは何故か略奪を免れ、その後も銀河系一の知識の集積所としての地位を保ち続けている。また一部の皇族が2パーセク離れた惑星デリカッスに逃れ「ネオトランター」と称して亡命政権を打ち立てたが、半世紀後のミュールの銀河系侵攻の際に掃討された。その後トランターの人々は、地表全土を覆っていた金属を切り売りする他の世界との交換貿易と、金属を撤去した大地を耕す昔ながらの土壌栽培による農業に依ってかつての帝国首都とは思えぬほど原始的な生活をしており、またトランターの名を嫌って自分達の世界を「ヘイム」（「ホーム」の訛り）と呼んでいる。

## トランター・ノヴェル
アシモフのSF長編『宇宙の小石』『暗黒星雲の彼方に』『宇宙気流』は、いずれも惑星国家のひとつであったトランターが周辺諸国を統合して銀河帝国の礎を築きつつあった時代を舞台にしている（ただしトランター自体は直接には登場しない）ため、アシモフの著作群のなかでは「トランター・ノヴェル（トランター物）」として分類されている。